# 마이봄샘 기능장애
마이봄샘 기능장애(Meibomian gland dysfunction, MGD)는 마이봄샘의 기능에 문제가 되는 질병으로 안구건조증의 원인이다.
마이봄샘 기능 장애는 마이봄샘의 만성 질환으로, 일반적으로 마이봄샘에서 생성된 분비물('마이붐')을 눈 표면으로 전달하는 관의 끝이 막히는 것이 특징이다. 선 분비물이 안구 표면에 도달하는 것을 방지한다. 기능 장애는 생성된 분비량이 비정상적일 수 있다는 것이다(마이붐이 너무 적거나 너무 많이 생성됨). 기능 장애는 생산된 마이붐의 품질과도 관련이 있을 수 있다. MGD는 증발성 안구건조증, 안검염, 콩립종, 수면 중 눈꺼풀이 열리지 않음, 마이봄샘 위축을 유발할 수 있다.
MGD는 두껍고 흐릿한 노란색을 띠며 더 불투명하고 점성이 있는 기름지고 밀랍 같은 분비물에 의해 분비선이 막히게 하며, 이는 분비샘의 정상적인 투명한 분비물에서 변화된다. 안구 건조증을 유발할 뿐만 아니라, 막힌 부분이 박테리아 리파제에 의해 분해되어 유리 지방산이 형성되어 눈을 자극하고 때로는 점상 각막병증을 유발할 수 있다. MGD는 "안과 치료에서 가장 잘 인식되지 않고, 제대로 평가되지 않고, 제대로 치료되지 않는 질병으로 [...] 많은 임상 실습에서 '정상'으로 간주될 정도로 흔하다."라고 설명되어 왔다.
이러한 기능장애는 여성에게서 더 많이 나타나며, 안구건조증의 주요 원인으로 알려져 있다. 기능 장애에 기여하는 요인에는 사람의 나이 및 호르몬, 모낭충 진드기의 심각한 감염 등이 포함될 수 있다.
치료에는 분비물을 묽게 만드는 온찜질, 유아용 샴푸나 눈꺼풀 클렌저로 눈꺼풀 문지르기, 전문가에 의한 눈꺼풀 비우기("발현") 등이 포함될 수 있다. 리피테그라스트(Lifitegrast)와 리스태틱(Restatic)은 염증을 조절하고 오일 품질을 개선하는 데 일반적으로 사용되는 국소 약물이다. 어떤 경우에는 염증을 줄이기 위해 국소 스테로이드와 국소(약 또는 연고)/경구 항생제(눈꺼풀 가장자리의 박테리아를 줄이기 위해)도 처방된다. IPL(강렬 펄스 광) 치료도 염증을 줄이고 샘 기능을 향상시키는 것으로 나타났다. 마이봄샘 탐침은 샘이 심하게 막히는 환자에게도 사용된다.
기능 장애는 일부 처방약, 특히 이소트레티노인으로 인해 발생할 수 있다. 마이봄샘이 막히면 눈꺼풀에 콩립종이라고 알려진 마이봄샘 낭종이 생길 수 있다.
치료되지 않은 안검염 또는 MGD는 마치 술을 마셨거나 약물 남용 문제가 있는 것처럼 눈이 붉어지고 부어오르게 만든다.